# Dorstenia barnimiana
Dorstenia barnimiana là một loài thực vật có hoa trong họ Moraceae. Loài này được Schweinf. mô tả khoa học đầu tiên năm 1862.

## Hình ảnh

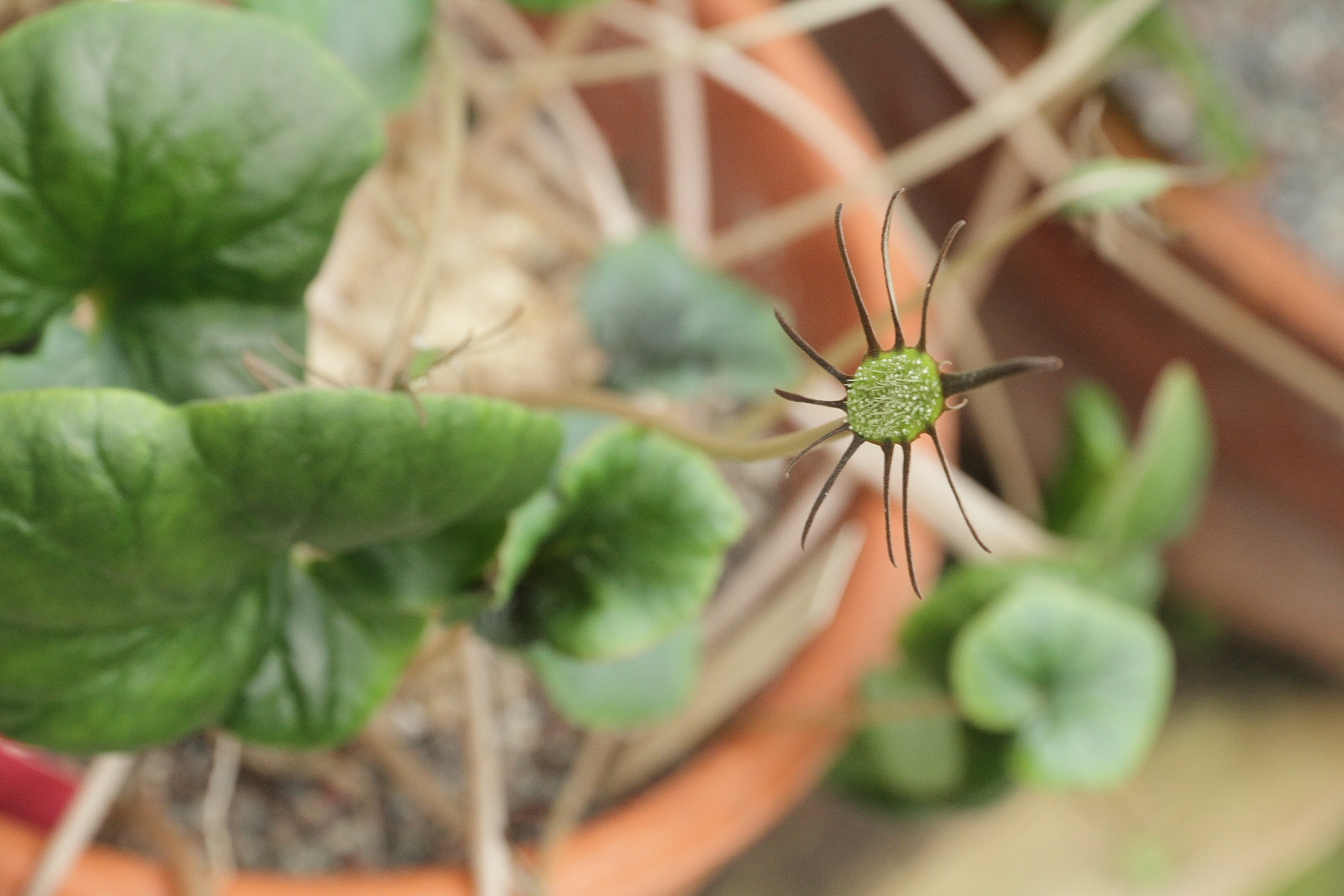
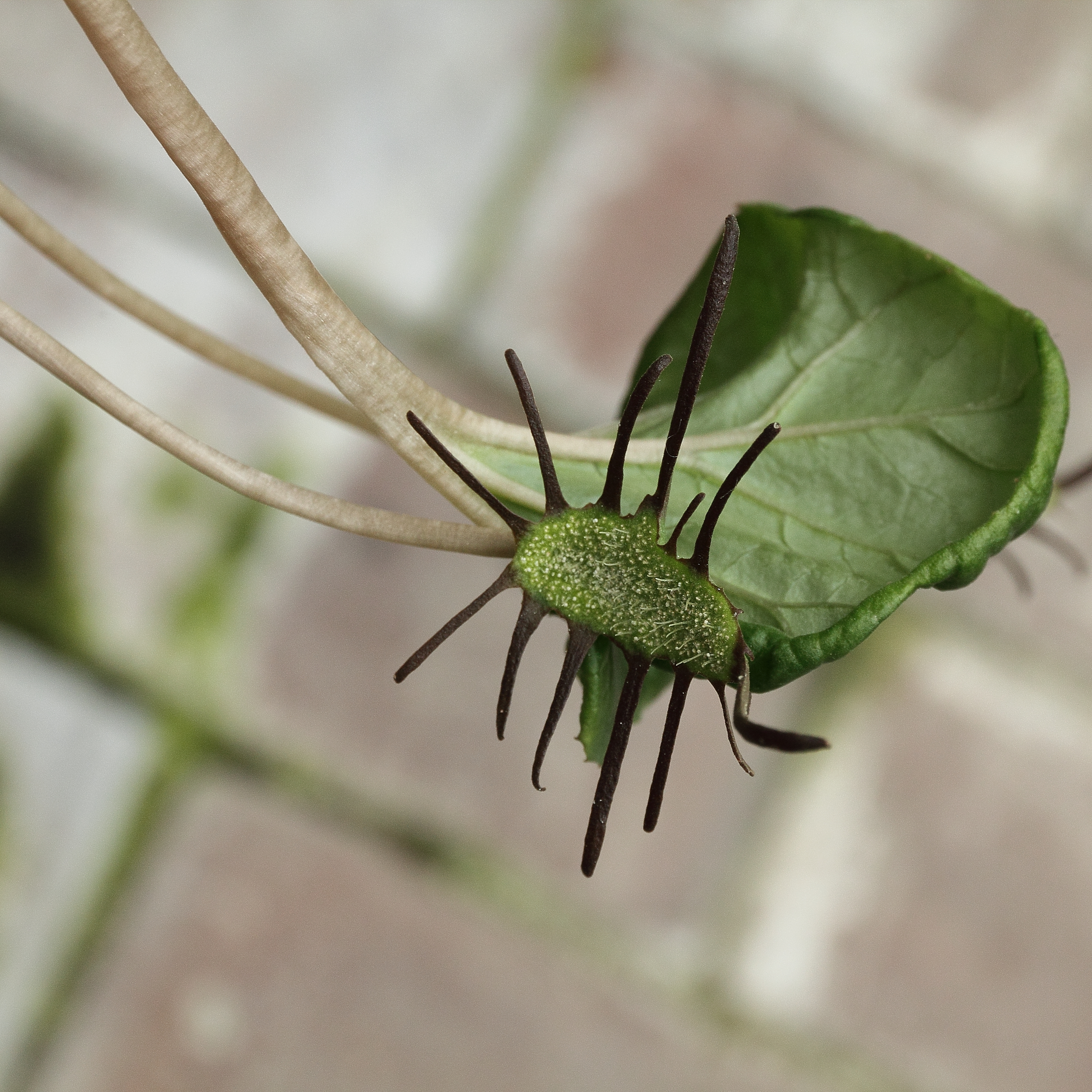